# Geum
- Commons
- Wikispecies

Geum L. é um género botânico pertencente à família Rosaceae.

## Sinonímia
| - Parageum Nakai et H. Hara - Sieversia Willd. - Acomastylis Greene - Erythrocoma Greene | - Oncostylus (Schltdl.) Bolle - Oreogeum (Ser.) E.I. Golubk. - Taihangia T.T. Yu et C.L. Li |

## Espécies
| - Geum aleppicum - Geum bulgaricum - Geum calthifolium - Geum canadense - Geum chiloense - Geum coccineum - Geum elatum - Geum heterocarpum - Geum japonicum - Geum leiospermum | - Geum macrophyllum - Geum molle - Geum montanum - Geum parviflorum - Geum peckii - Geum pentapetalum - Geum pyrenaicum - Geum quellyon - Geum reptans - Geum rhodopeum | - Geum rivale - Geum rosii - Geum sikkinemse - Geum sylvaticum - Geum triflorium - Geum turbinatum - Geum uniflorum - Geum urbanum - Geum virginianum |

- Lista completa

## Classificação do gênero
| Sistema | Classificação                      | Referência               |
| ------- | ---------------------------------- | ------------------------ |
| Linné   | Classe Icosandria, ordem Polygynia | Species plantarum (1753) |